# Ozyptila pullata
Ozyptila pullata är en spindelart som först beskrevs av Tord Tamerlan Teodor Thorell 1875.  Ozyptila pullata ingår i släktet Ozyptila och familjen krabbspindlar. Inga underarter finns listade i Catalogue of Life.